# Narrporing
Narrporing (Elmerina caryae) är en svampart som först beskrevs av Ludwig David von Schweinitz, och fick sitt nu gällande namn av Derek Reid 1992. Elmerina caryae ingår i släktet Elmerina, ordningen Auriculariales, klassen Agaricomycetes, divisionen basidiesvampar och riket svampar.   Inga underarter finns listade i Catalogue of Life.
I den svenska databasen Dyntaxa används istället namnet Protomerulius caryae för samma taxon.  Arten är reproducerande i Sverige.